# 石城里 (宜蘭縣)
石城里屬中華民國（臺灣）宜蘭縣頭城鎮，為頭城鎮最北端的里，有宜蘭線鐵路與台2線北部濱海公路通過。轄內海岸線狹長，依山傍海，景色綺麗，為東北角風景區之一隅，北與新北市為鄰，南接頭城鎮大里里，為典型漁村。濱海公路旁有一石城服務區 （页面存档备份，存于），風景優美，視野良好，為旅人中途觀濤聽海之好去處。
鐵路在此設有石城站，為台灣最東邊之車站。由臺北向宜蘭行駛，通過草嶺隧道以後便達石城站，現已經降等為招呼站，僅有區間車停靠，有島式月台一座（原三等站時期的岸式月台並未拆除，但已經荒廢）。

## 景點
- 東北角暨宜蘭海岸國家風景區
  - 大里遊客中心
  - 石城服務區
- 草嶺慶雲宮（大里天公廟）
- 草嶺古道
- 舊草嶺隧道